# بايغ
بايغ (بالفارسية: بایگ) هي مدينة تقع في منطقة بايج، مدينة تربت حيدرية، محافظة خراسان رضوي، إيران. يقدر عدد سكانها بـ 3,960 نسمة .